# Brabantse Pijl
De Brabantse Pijl (Frans: La Flèche brabançonne) is een semiklassieker voor profrenners in Vlaams- en Waals-Brabant, ten zuidwesten van Brussel. De eerste editie voor de mannen was in 1961, die voor de vrouwen in 2018.

## Mannen

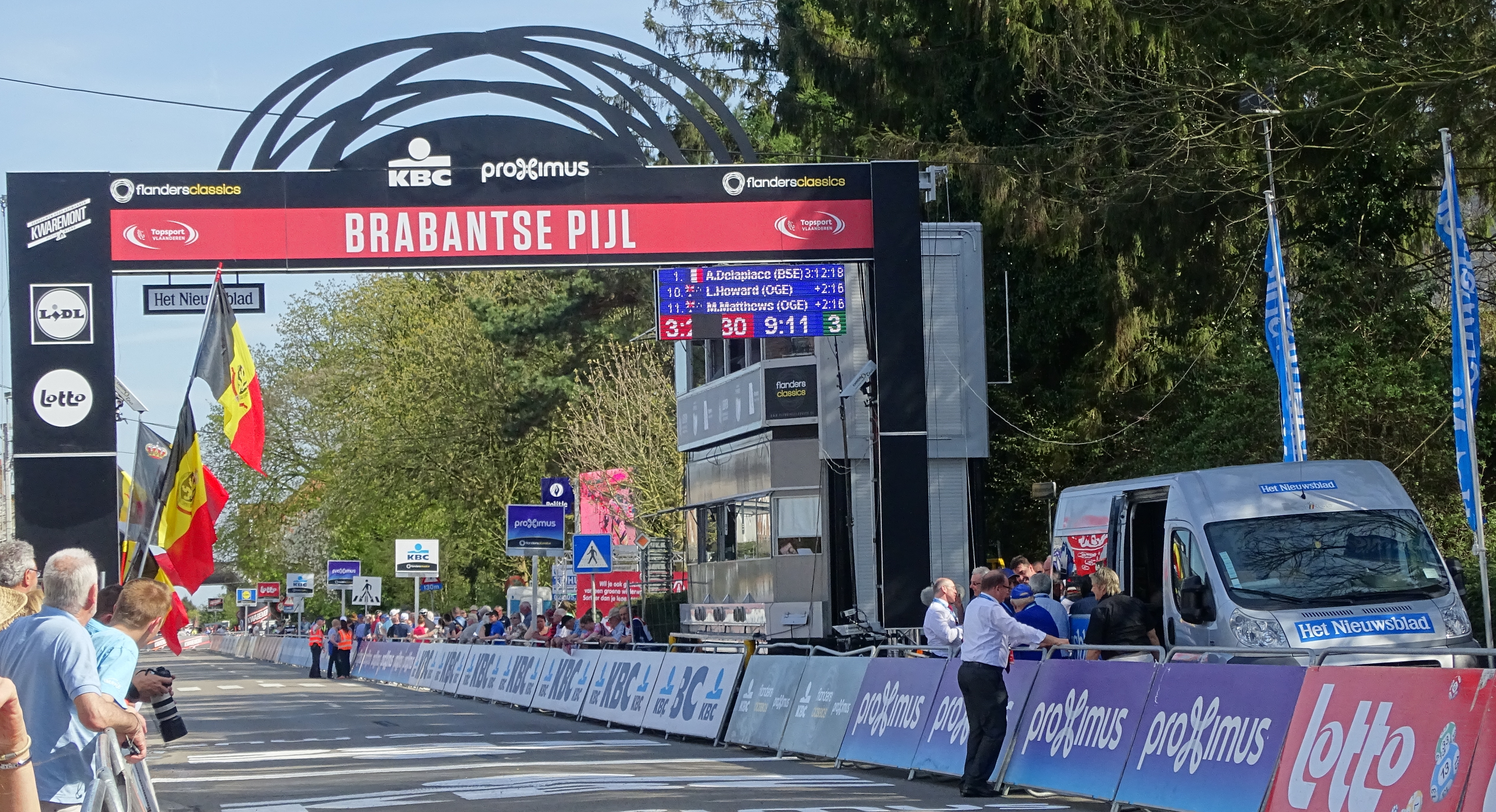

### Geschiedenis
Van 1961-1966 was Brussel stad en finishplaats. Van 1967-1970 en 1986-1989 werd er gestart en gefinisht in Sint-Genesius-Rode, van 1971-1978 en in  1981, 1982 en 1984, 1985 werd er gestart in Sint-Genesius-Rode en was de finish in  Alsemberg. Alsemberg was in 1979, 1982, 1983 en van 1990-1999 zowel start- als aankomstplaats. Van 2000-2007 was Zaventem de startplaats, Alsemberg bleef de finishplaats. Dit hield in dat de renners nu veeleer het gebied ten zuidoosten van Brussel aandeden alvorens, na enkele lokale ronden met daarin de beklimmingen van de Alsemberg (Kerkenberg), de Bruine Put en de Lindenberg, te finishen op de Alsemberg.
In 2007 sloot WSC Rode Sportief Beersel, de organisator van de Brabantse Pijl, een overeenkomst met het stadsbestuur van Leuven, om deze semiklassieker voor vijf jaar (2008-2012) aldaar te laten starten. Hierdoor werd het parcours verlegd naar het zuiden (Itter) en werd er langs Halle en Sint-Pieters-Leeuw gereden om via Lot en Beersel de lokale ronde te bereiken. In deze lokale ronde kregen de renners naast de Alsemberg ook de in de streek bekende Bruine Put onder de wielen geschoven. Ook de Moskesstraat komt vaak voor in het parcours. Leuven bleef nog tot 2024 startplaats. In 2008 en 2009 was Alsemberg nog de finishplaats. Vanaf 2010 is dit Overijse. In Overijse worden verschillende plaatselijke rondes afgelegd met beklimmingen van onder andere de IJskelderlaan en de Hagaard. De finish ligt vlak na de Schavei. In 2025 was Beersel de startplaats.
De Brabantse Pijl werd jarenlang verreden op de zondag voor de Ronde van Vlaanderen, in het eerste weekend van de Vlaamse Wielerweek, maar verhuisde in 2010 naar de woensdag voor de Amstel Gold Race, waarmee het de heuvelklassiekers zal inluiden. Sinds dat jaar maakt de wedstrijd ook deel uit van Flanders Classics. In 2025 schoof het op naar de vrijdag voor de Amstel Gold Race.

### Meervoudige winnaars
| Overwinningen | Renner              | Jaren                  |
| ------------- | ------------------- | ---------------------- |
| 4             | Edwig Van Hooydonck | 1987, 1991, 1993, 1995 |
| 3             | Johan Capiot        | 1988, 1989, 1992       |
| 3             | Johan Museeuw       | 1996, 1998, 2000       |
| 3             | Óscar Freire        | 2005, 2006, 2007       |
| 2             | Herman Vanspringel  | 1970, 1974             |
| 2             | Michele Bartoli     | 1994, 1999             |
| 2             | Michael Boogerd     | 2001, 2003             |
| 2             | Philippe Gilbert    | 2011, 2014             |

### Overwinningen per land
| Overwinningen | Land                                                       |
| ------------- | ---------------------------------------------------------- |
| 39            | België                                                     |
| 7             | Nederland                                                  |
| 6             | Frankrijk, Italië                                          |
| 3             | Spanje                                                     |
| 1             | Verenigd Koninkrijk, Slowakije, Tsjechië, Verenigde Staten |

## Vrouwen
In 2018 werd voor het eerst een Brabantse Pijl voor vrouwen georganiseerd als  voortzetting van de Pajot Hills Classic. De eerste twee edities bleven start en finish in Gooik, met onder andere de Bosberg en Congoberg in het parcours. Vanaf 2020 ligt de finish van de vrouwen, net als bij de mannen, in Overijse. Startplaatsen in de periode 2020-2025 waren Sint-Kwintens-Lennik (2020, 2024), Lennik (2021, 2023, 2025) en Sint-Pieters-Leeuw (2022). De eerste vier edities (2018-2021) had de wedstrijd de UCI-wedstrijdclassificatie van 1.1 en vanaf 2022 de 1.Pro-status.

### Overwinningen per land
| Overwinningen | Land                                           |
| ------------- | ---------------------------------------------- |
| 4             | Italië                                         |
| 1             | Australië, België, Nederland, Verenigde Staten |

1961 · 1962 · 1963 · 1964 · 1965 · 1966 · 1967 · 1968 · 1969 · 1970 · 1971 · 1972 · 1973 · 1974 · 1975 · 1976 · 1977 · 1978 · 1979 · 1980 · 1981 · 1982 · 1983 · 1984 · 1985 · 1986 · 1987 · 1988 · 1989 · 1990 · 1991 · 1992 · 1993 · 1994 · 1995 · 1996 · 1997 · 1998 · 1999 · 2000 · 2001 · 2002 · 2003 · 2004 · 2005 · 2006 · 2007 · 2008 · 2009 · 2010 · 2011 · 2012 · 2013 · 2014 · 2015 · 2016 · 2017 · 2018 · 2019 · 2020 · 2021 · 2022 · 2023 · 2024 · 2025
Schwalbe Women's One Day Classic · 
Ronde van Valencia · 
Wielerweek van Valencia · 
GP Oetingen · 
Nokere Koerse · 
Dwars door Vlaanderen · 
Brabantse Pijl · 
Clásica Féminas de Navarra · 
Veenendaal-Veenendaal Classic · 
Ronde van Thüringen · 
GP Fourmies · 
Grote Prijs van Stuttgart · 
Ronde van Emilia · 
GP Ciudad de Eibar · 
Ronde van de Drie Valleien